# Team US F1
Il Team US F1 è stata una scuderia automobilistica statunitense fondata nel 2009. Ottenne l'iscrizione al mondiale di Formula 1 2010, – pagando anche alla FIA la quota d'iscrizione non rimborsabile (400 000 euro) – ma poi rinunciò a parteciparvi.

## Origini
Il Team US F1, chiamato anche US Grand Prix Engineering (abbreviato USGPE), è stato fondato dal tecnico Ken Anderson e dal giornalista Peter Windsor, ed era una squadra a carattere fortemente patriottico. Infatti il progetto prevedeva una scuderia interamente americana, sia nell'organico tecnico che amministrativo, passando per i piloti e le tecnologie utilizzate.
La squadra è stata presentata il 24 febbraio 2009 sul canale televisivo Speed TV.
Il team poté beneficiare dell'esperienza dei propri fondatori, poiché Anderson ha spaziato in vari campi del motorosport, tra i quali il motocross, la Indy Racing League, la Champ Car, la NASCAR ed anche la Formula 1. Inoltre fu direttore tecnico di Ligier e della Onyx sul finire degli anni ottanta.
Windsor invece è da anni uno dei più importanti giornalisti della Formula 1 ed esperto di pubbliche relazioni per le scuderie della serie. Tra i suoi impieghi più importanti si possono citare quelli per la rivista F1 Racing, l'emittente Speed TV e il ruolo di direttore sportivo del team Williams.
Tra i finanziatori della scuderia ci fu Chad Hurley, uno dei fondatori di YouTube.

## Logistica
La sede della USGPE si trovava nella città americana di Charlotte in Carolina del Nord. La costruzione della sede è stata terminata nell'ottobre 2009. Ad ogni modo la squadra progettò una seconda sede, di appoggio, anche in Spagna, ad Alcañiz, nella regione dell'Aragona, presso il complesso del Motorland Aragón.

## Il tentativo di partecipare al mondiale
La prima vettura sarebbe dovuta andare in pista nel febbraio 2010 presso il Barber Motorsports Park, circuito dell'Alabama. Successivamente la vettura avrebbe dovuto venir testata sui circuiti europei assieme alle altre che avrebbero disputato il mondiale 2010. Il primo pilota messo sotto contratto dalla scuderia statunitense è stato l'argentino José María López, sponsorizzato dal governo del suo paese.
Il 22 dicembre 2009 Bernie Ecclestone espresse dubbi sulla possibilità che questa scuderia fosse al via del campionato 2010, dubbi però negati dai titolari della stessa, che anzi comunicarono di aver già terminato la costruzione del primo telaio.
Il 9 febbraio 2010 Jean Todt, presidente FIA, ricordò come, col nuovo Patto della Concordia, una scuderia possa saltare tre gare senza conseguenze economiche o sportive. Successivamente la stessa FIA ha affermato che non sarebbero state concesse proroghe.

Il 16 febbraio 2010 si diffuse la notizia che David Ward, dipendente della scuderia, aveva scritto su una pagina del social network Facebook delle frasi molto dure, che mettevano in seria discussione non soltanto la partecipazione della scuderia al campionato di Formula 1, ma perfino la serietà e la professionalità dei dirigenti Anderson e Windsor:
Non abbiamo ancora ricevuto neppure un motore dalla Cosworth, dato che gli dobbiamo circa 2,5 milioni di euro. I ragazzi che lavorano il carbonio non hanno le attrezzature che servono per realizzare il telaio, figuriamoci la macchina intera. Quello che è stato fatto fino ad ora era solo per inviarlo alla FIA per i crash test.
Povero Lopez, si è presentato qui ieri e non c’è nessuna macchina sulla quale farlo sedere. Poverino, ha esclamato «Succede, quando i soldi arrivano in ritardo…». La verità è che Peter e Ken sono i due peggiori dirigenti che la F1 potesse mai avere. Si sono convinti d’essere due grandi imprenditori, quando non hanno le basi per comprendere come formare una squadra del genere, delegando le responsabilità a persone che non sanno quello che devono fare, mentre chi lo sa non è autorizzato ad aprire bocca.
Il reparto marketing ha alimentato ancora di più le bugie, perché tutto quello che avete visto è ben lontano dalla realtà. Quando Ken [Anderson] non ha potuto fare le buste paga, è andato a Daytona in cerca di gentleman drivers che gli hanno messo un mucchio di soldi in tasca, pensando di investire in qualcosa di buono e ritrovandosi con un pugno di mosche in mano.
A questo punto è tutto così triste, ma l’occasione è stata persa e gli investitori truffati. Tutto frutto di una cattiva gestione, affidata più all'ego di Ken e Peter che ad altro. Togliendo loro due, forse con gli investimenti fatti si poteva anche arrivare in Spagna per i test…»
In una conferenza stampa, tenuta il 17 febbraio 2010, si ebbe la conferma ufficiale che il Team US F1 non avrebbe preso parte alla stagione 2010.
Il 20 febbraio Ken Anderson, affermò di aver chiesto alla FIA la possibilità di saltare i primi 4 gran premi della stagione, per esordire solo dal Gran Premio di Spagna. Affermò inoltre di aver saldato i debiti con i membri del suo team a fine gennaio così come confermò la presenza nella struttura di Peter Windsor e l'impegno di Chad Hurley tra i finanziatori.
A fine febbraio vi fu un tentativo di Chad Hurley di accordarsi con Zoran Stefanović per una fusione tra il team statunitense e la Stefan Grand Prix, anche contro il parere di Anderson e Windsor . Stefanović successivamente confermò che il tentativo non andò a buon fine. Il 28 febbraio fu rivelato che Ken Anderson e Chad Hurley hanno chiesto alla FIA di posticipare al 2011 l'entrata nel campionato.
Il 2 marzo fu comunicata la notizia della chiusura dello stabilimento della scuderia e l'interruzione dello sviluppo della vettura per il 2010. Il giorno seguente venne ufficializzata l'esclusione del team dal campionato 2010, anche se restò la possibilità di schierarsi nel 2011.
Successivamente fu reso noto l'abbandono definitivo dell'attività. Durante la dismissione del team un tribunale britannico, nel tentativo di colmare parte dei debiti accumulati dalla scuderia e su richiesta di alcuni creditori, furono messi all'asta due motorhome che la USF1 aveva acquistato dalla Brawn GP.
Il 23 giugno 2010 la FIA, in seguito alla mancata partecipazione al mondiale di Formula 1, multò il team di 309000 € e bandì lo stesso da tutte le sue manifestazioni.